# Nick Simper
Nicholas John Simper (Norwood Green, Southall, Middlesex, 3. studenog 1945.), britanski je bas-gitarist najpoznatiji kao osnivač hard rock sastava Deep Purple, 1968. godine.
Prije osnivanja Deep Purplea 1968. godine, Simper je svirao s mnogim sastavima, uključujući The Renegades (1960. – 61.), The Delta Five (1961. – 63.), Some Other Guys (1963. – 64.), Buddy Britten & The Regents renamed Simon Raven Cult (1964. – 66.), Johnny Kidd and The Pirates renamed Pirates (1966. – 66.) i The Flower Pot Men (1967. – 68.), u kojem je svirao s Jonom Lordom. S Lordom je također je svirao i u sastavu 'Sutch's Savages', gdje je upoznao gitarista Ritchiea Blackmorea.
Simper je otišao iz Deep Purplea 1969. godine i nakon toga počeo je raditi s afroameričkim modelom i pjevačicom Marshom A. Hunt, svirao je na uživo albumu Lorda Sutcha, a također je bio član i sljedećih sastava: Warhorse, Nick Simper's Dynamite (1975.), Flying Fox (1977. – 84.), Nick Simper's Fandango (1977. – 83.), Quatermass II (1994. – 97.) i The Good Ol' Boys (1985.-danas).

## Diskografija

### Johnny Kidd & The Pirates
- 1978. The Best Of Johnny Kid & The Pirates
- 1983. Rarities
- 1990. The Classic & Rare

### Deep Purple
- 1968. Shades of Deep Purple
- 1968. The Book of Taliesyn
- 1969. Deep Purple
- 2002. Inglewood – Live in California
- 2004. The Early Years

### Warhorse
- 1970. Warhorse
- 1972. Red Sea

### Fandango
- 1979. Slipstreaming
- 1980. Future Times

### Quatermass II
- 1997. Long Road

### The Good Ol' Boys
- 2008. Live in Bedford

### Glazbeni gost
- 1972. Hands Of Jack The Ripper (Screaming Lord Sutch & Heavy Friends)
- 1983. Roscoe Rocks Again (Roscoe Gordon)
- 2003. Rag Moppin' (Wee Willie Harris & the Alabama Slammers)
- 2007. Carlo Little Night Of Honour (DVD)

## Film & TV pojavljivanje
- 1991. Deep Purple - Heavy Metal Pioneers (Warner Music)
- 1995. Rock Family Trees - Deep Purple (BBC)
- 1999. Swinging London (WDR)
- 2008. Guitar Gods - Ritchie Blackmore (DVD)

## Vanjske poveznice
- Službene stranice
- Nick Simper na Myspace.com